# Matagaia chromatopus
Matagaia chromatopus là một loài nhện trong họ Salticidae.
Loài này thuộc chi Matagaia. Matagaia chromatopus được Hipólito Ruiz López, Antonio D miêu tả năm 2007. Brescovit & Freitas.